# Isle of Man TT 1926

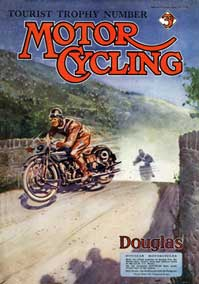
Voorpagina van het magazine Motor-Cycling uit 1926 met een Douglas tijdens de Isle of Man TT.

De Isle of Man TT 1926 was de vijftiende uitvoering van de Isle of Man TT. Ze werd verreden op de Snaefell Mountain Course, een stratencircuit op het eiland Man.
| 1926 | - Eerste racegemiddelde boven 60 mph in de Lightweight TT (Paddy Johnston, Cotton). - Eerste ronde boven 70 mph (70,43 mph) in de Senior TT (Jimmie Simpson, AJS). - Sidecar TT en Ultra-Lightweight TT afgeschaft. - Methanol verboden. |

## Algemeen
In 1926 verdwenen twee klassen: de Ultra-Lightweight TT door te weinig interesse en de Sidecar TT omdat de fabrikanten er nog steeds tegen waren.
De Snaefell Mountain Course was sterk verbeterd en zelfs de "Mountain Section" was inmiddels verhard met tarmac waaraan grind was toegevoegd. Dat laatste werd door het beperkte verkeer niet vastgereden en daar klaagden de coureurs over.
Methanol werd verboden en er moest worden gereden met handelsbenzine.
De Isle of Man TT was internationaal belangrijk geworden en Bianchi, Garelli en Moto Guzzi kwamen voor het eerst naar het eiland Man. Nog niet met veel succes: Bianchi-rijders Mario Ghersi en Luigi Arcangeli werden dertiende en veertiende in de Junior TT, die werd gewonnen door Alec Bennett met een Velocette KSS.
Pietro Ghersi (Moto Guzzi 250 Monoalbero) raakte verwikkeld in een kleine relletje, dat bijna uitdraaide op een diplomatiek conflict toen hij na de Lightweight TT gediskwalificeerd werd omdat hij een andere bougie had gebruikt dan vooraf was aangegeven. Dit werd bekend als "The Guzzi incident". Het woog politiek zwaar omdat de Italiaanse teams in 1926 al de volledige steun van Benito Mussolini hadden en deel uitmaakten van zijn propaganda-apparaat.

## Senior TT
Vrijdag 18 juni, zeven ronden (676 km), motorfietsen tot 500 cc
Ondanks zijn teleurstelling over de diskwalificatie in de Lightweight TT eerder in de week, verscheen Pietro Ghersi met de gevreesde
Moto Guzzi C4V toch aan de start van de Senior TT. Hij moest voor de start nog wat laatste reparaties uitvoeren, maar toen hij naar de startstreep reed werd hij door het Britse publiek met applaus ontvangen. Toch viel zijn eerste ronde wat tegen. Wellicht door gebrek aan circuitkennis kwam hij een minuut langzamer door dan Jimmie Simpson. Wal Handley was in de eerste ronde Howard Davies gepasseerd, maar kreeg in de tweede ronde problemen met zijn bougie en zijn remmen, waardoor Stanley Woods en Edwin Twemlow hem voorbij kwamen. Toch passeerde Handley als tweede achter Simpson de TT Grandstand. Ghersi kwam in die ronde ten val en moest opgeven. Simpson reed zijn recordronde van 70,43 mijl per uur, maar halverwege de derde ronde klapte de motor van zijn AJS uit elkaar. Daardoor kwam Stanley Woods aan de leiding, gevolgd door Charlie Hough. Handley was weer goed op snelheid gekomen, maar lag slechts op de tiende plaats. In de vierde ronde viel Alec Bennett uit. Handley ging steeds sneller en begon naar voren te komen. Howard Davies, die in de derde ronde al hard gevallen was bij de Gooseneck, viel in de vijfde ronde bij Creg Willey's Hill uit met motorproblemen. Hough begon in te lopen op Stanley Woods, terwijl Edwin Twemlow met motorproblemen uitviel. In de zesde ronde ging het erom of Hough Woods kon inhalen. Hough kreeg een vlieg in zijn oog, waardoor hij bij Glentramman tegen een telegraafpaal vloog en - lichtgewond - moest opgeven. In de laatste ronde bleek Stanley Woods de winnaar, maar het verschil tussen Wal Handley en Frank Longman bedroeg slechts drie seconden.

### Uitslag Senior TT
| Pos | Coureur         | Merk                | Tijd      | Snelheid  |
| --- | --------------- | ------------------- | --------- | --------- |
| 1   | Stanley Woods   | Norton              | 3:54"39'8 | 67,54 mph |
| 2   | Wal Handley     | Rex-ACME-Blackburne | 3:59"00'6 | 66,31 mph |
| 3   | Frank Longman   | AJS                 | 4:00"03'4 | 66,03 mph |
| 4   | Joe Craig       | Norton              | 4:04"47'0 | 64,75 mph |
| 5   | C. Wood         | HRD-JAP             | 4:07"35'0 | 64,02 mph |
| 6   | George Rowley   | AJS                 | 4:07"48'6 | 63,96 mph |
| 7   | Achille Varzi   | Sunbeam             | 4:08"05'0 |           |
| 8   | S. Jackson      | HRD-JAP             | 4:10"22'0 |           |
| 9   | Kenneth Twemlow | HRD-JAP             | 4:12"03'6 |           |
| 10  | Graham Walker   | Sunbeam             | 4:12"35'0 |           |
| 11  | I. Macaya       | Norton              | 4:16"06'0 |           |
| 12  | Harold Willis   | Triumph             | 4:19"35'0 |           |
| 13  | S. Ollerhead    | Rudge-Whitworth     | 4:19"51'0 |           |
| 14  | E. Archibald    | OK Supreme          | 4:24"24'0 |           |
| 15  | F. Whitworth    | Rudge-Whitworth     | 4:26"45'0 |           |
| 16  | Clarrie Wise    | AJS                 | 4:26"48'0 |           |
| 17  | J. Welsby       | Scott               | 4:29"31'0 |           |
| 18  | L. Driscoll     | Zenith-Chater Lea   | 4:31"12'0 |           |
| 19  | Vic Anstice     | Douglas             | 4:33"32'0 |           |

| \| Coureur \| Merk \| Oorzaak \| \| ---------------------- \| --------------- \| ------------------------ \| \| Alec Bennett \| Norton \| Koppeling \| \| Archie Birkin \| Norton \| Val[2] \| \| Cecil Ashby \| P&M \| Motor \| \| Edwin Twemlow \| HRD-JAP \| Motor \| \| Freddie Dixon \| Douglas \| Motor \| \| Gus Kuhn \| Douglas \| \| \| Harry Langman \| Scott \| Motor \| \| Howard R. Davies \| HRD-JAP \| Motor \| \| Jimmie Simpson \| AJS \| Motor \| \| Joseph Hanford Stevens \| AJS \| Ongeval[3] \| \| Len Parker \| Douglas \| \| \| Tom Bullus \| P&M \| Versnellingsbak \| \| Tom Simister \| Triumph \| \| \| George Grinton \| Norton \| \| \| Pietro Ghersi \| Moto Guzzi \| Valschade en blessure[4] \| \| Jock Porter \| New Gerrard-JAP \| Opgave[5] \| \| Tommy Spann \| Sunbeam \| Gebroken voorvork[6] \| \| A. Harry \| New Hudson \| Val \| \| Charlie Hough \| AJS \| Ongeval[7] \| \| E. Mainwaring \| Scott \| Val[8] \| \| H. Walters \| P&M \| Voorvork[9] \| \| J. Wade \| HRD-JAP \| Val \| \| W. Evans \| Triumph \| Ongeval[3] \| |                 |                       |
| Coureur | Merk            | Oorzaak               |
| Alec Bennett | Norton          | Koppeling             |
| Archie Birkin | Norton          | Val                   |
| Cecil Ashby | P&M             | Motor                 |
| Edwin Twemlow | HRD-JAP         | Motor                 |
| Freddie Dixon | Douglas         | Motor                 |
| Gus Kuhn | Douglas         |                       |
| Harry Langman | Scott           | Motor                 |
| Howard R. Davies | HRD-JAP         | Motor                 |
| Jimmie Simpson | AJS             | Motor                 |
| Joseph Hanford Stevens | AJS             | Ongeval               |
| Len Parker | Douglas         |                       |
| Tom Bullus | P&M             | Versnellingsbak       |
| Tom Simister | Triumph         |                       |
| George Grinton | Norton          |                       |
| Pietro Ghersi | Moto Guzzi      | Valschade en blessure |
| Jock Porter | New Gerrard-JAP | Opgave                |
| Tommy Spann | Sunbeam         | Gebroken voorvork     |
| A. Harry | New Hudson      | Val                   |
| Charlie Hough | AJS             | Ongeval               |
| E. Mainwaring | Scott           | Val                   |
| H. Walters | P&M             | Voorvork              |
| J. Wade | HRD-JAP         | Val                   |
| W. Evans | Triumph         | Ongeval               |

## Junior TT
Maandag 13 juni, zeven ronden (676 km), motorfietsen tot 350 cc
Omdat er 62 deelnemers waren die met 30 seconden tussentijd startten, kwam leider Wal Handley na zijn openingsronde al enkele minuten na de start van de laatste over de streep. Die laatste was Erminio Visioli met een bijzondere motorfiets, de Garelli-dubbelzuigermotor met niet minder dan vier carburateurs. Handley's eerste ronde met staande start ging al met 66 mijl per uur gemiddeld. Na die ronde stopten Alec Bennett en Len Parker al voor benzine, olie en reparaties. Jimmie Simpson had al een flink aantal eerdere starters ingehaald. Na de tweede ronde was hij al sneller dan Handley en Charlie Dodson, die zelf al drie plaatsen gewonnen had. In de tweede ronde vielen Paddy Johnston, Len Parker en Jock Porter uit door motorproblemen. Bennett reed een snelle ronde en had het voordeel dat hij al getankt had. Dixon reed echter stabiele rondetijden van rond de 63 mph, waardoor het leek alsof hij nog iets over had. Aan het einde van de derde ronde leidde hij, terwijl Handley en Bennett vrijwel gelijk over de streep gingen. Bennett deed dat in een ronderecord van 37 minuten, een minuut sneller dan in 1925. Aan de opmars van Charlie Dodson kwam een einde in de vierde ronde, toen bij Quarterbridge zijn voorvork brak. Daar brak ook de voetsteun van de BSA van Austin af. Toen hij bij Braddan zocht naar een plek om zijn voet te plaatsen vloog hij tegen een telegraafpaal. In de vijfde ronde zette Bennett het ronderecord opnieuw scherper, 32 minuten en 56 seconden ofwel 69 mijl per uur. Intussen kreeg Wal Handley schakelproblemen door een onwillige schakelpook, waardoor Bennett acht minuten voorsprong kreeg. Toen Handley ook nog rem- en carburatieproblemen kreeg kwamen ook Jimmie Simpson en Freddie Dixon hem voorbij. Vlak voor de finish viel Bennett bij The Nook, waarbij hij een snee in zijn kin opliep, maar hij stond zo snel op dat het nieuwe recordgemiddelde op 66,704 mph kwam. Handley wist Dixon nog te passeren, maar moest Simpson voor laten gaan.

### Uitslag Junior TT
| Pos | Coureur                | Merk                | Tijd      | Snelheid   |
| --- | ---------------------- | ------------------- | --------- | ---------- |
| 1   | Alec Bennett           | Velocette           | 3:57"37'0 | 66,704 mph |
| 2   | Jimmie Simpson         | AJS                 | 4:08"02'0 | 63,903 mph |
| 3   | Wal Handley            | Rex-ACME-Blackburne | 4:10"06'0 | 63,375 mph |
| 4   | Freddie Dixon          | Douglas             | 4:10"30'0 | 63,249 mph |
| 5   | Gus Kuhn               | Velocette           | 4:14"14'0 | 62,345 mph |
| 6   | J. Burney              | Royal Enfield       | 4:20"29'0 | 60,849 mph |
| 7   | Charlie Hough          | AJS                 | 4:20"47'0 |            |
| 8   | Frank Longman          | AJS                 | 4:22"32'0 |            |
| 9   | G. Povey               | Velocette           | 4:23"30'0 |            |
| 10  | J. Amott               | Montgomery-JAP      | 4:24"31'0 |            |
| 11  | Kenneth Twemlow        | HRD-JAP             | 4:24"53'0 |            |
| 12  | C. Merrill             | Zenith-JAP          | 4:26"19'0 |            |
| 13  | Mario Ghersi           | Bianchi             | 4:27"47'0 |            |
| 14  | Luigi Arcangeli        | Bianchi             | 4:39"02'0 |            |
| 15  | C. Juggins             | OEC-Blackburne      | 4:41"02'0 |            |
| 16  | Syd Crabtree           | Wallis-JAP          | 4:42"51'0 |            |
| 17  | J. Robinson            | OK Supreme          | 4:44"32'0 |            |
| 18  | C. Bell                | AJS                 | 4:47"12'0 |            |
| 19  | Joseph Hanford Stevens | AJS                 | 4:50"23'0 |            |
| 20  | Miro Maffeis           | Bianchi             | 4:52"40'0 |            |

| \| Coureur \| Merk \| Oorzaak \| \| --------------- \| ----------------- \| ----------------- \| \| Charlie Dodson \| Sunbeam \| Gebroken voorvork \| \| Edwin Twemlow \| HRD-JAP \| Motor \| \| Geoff Davison \| New Imperial \| \| \| George Dance \| Sunbeam \| \| \| Len Parker \| Douglas \| Motor \| \| Paddy Johnston \| Cotton-Blackburne \| Motor \| \| Erminio Visioli \| Garelli \| \| \| Jock Porter \| New Gerrard-JAP \| Motor \| \| A. Austin \| BSA \| Ongeval \| \| A. Grey \| Zenith \| Val[10] \| \| C. Harman \| OK Supreme \| Motor \| \| Clarrie Wise \| AJS \| Motor \| \| E. Todd \| Matchless \| Gebroken stuur \| \| G. Reynard \| Royal Enfield \| Motor \| \| N. Scott \| Matchless \| Gescheurde tank \| \| R. Barber \| Matchless \| Motor \| \| R. Gelling \| OK Supreme \| Motor \| \| R. Price \| Douglas \| Val \| |                   |                   |
| Coureur | Merk              | Oorzaak           |
| Charlie Dodson | Sunbeam           | Gebroken voorvork |
| Edwin Twemlow | HRD-JAP           | Motor             |
| Geoff Davison | New Imperial      |                   |
| George Dance | Sunbeam           |                   |
| Len Parker | Douglas           | Motor             |
| Paddy Johnston | Cotton-Blackburne | Motor             |
| Erminio Visioli | Garelli           |                   |
| Jock Porter | New Gerrard-JAP   | Motor             |
| A. Austin | BSA               | Ongeval           |
| A. Grey | Zenith            | Val               |
| C. Harman | OK Supreme        | Motor             |
| Clarrie Wise | AJS               | Motor             |
| E. Todd | Matchless         | Gebroken stuur    |
| G. Reynard | Royal Enfield     | Motor             |
| N. Scott | Matchless         | Gescheurde tank   |
| R. Barber | Matchless         | Motor             |
| R. Gelling | OK Supreme        | Motor             |
| R. Price | Douglas           | Val               |

## Lightweight TT
Woensdag 16 juni, zeven ronden (676 km), motorfietsen tot 250 cc
Pietro Ghersi's Moto Guzzi Monoalbero 250 had tijdens de trainingen al indruk gemaakt toen de machine geklokt werd op 77 mph (125 km/uur). Na de eerste ronde kwam Wal Handley als eerste door voor Jock Porter, wiens machine meteen na de streep defect raakte. Ghersi reed een ronde van 63,12 mph gemiddeld, waardoor hij een minuut sneller was dan Handley (door de interval-start reed Ghersi op de baan achter Handley). In Ramsey bleek de gebrekkige circuitkennis van Ghersi: in een poging het verloop van het circuit te bepalen reed hij een rondje om een politieagent die op Parliament Square de veiligheid bewaakte. Aan het einde van de tweede ronde vulden Ghersi en Handley brandstof en olie bij, maar Handley moest ook nog een lekkende benzineleiding repareren. F. Morgan verloor wat tijd door een val in Ramsey. Ghersi reed inmiddels in de buurt van Paddy Johnston, die een minuut eerder was gestart. Handley viel uit door een gebroken klep. In de vierde ronde had Ghersi een voorsprong van vier minuten op Johnston, maar hij maakte een pitstop om zijn remmen bij te stellen. In de vijfde ronde had Ghersi nog steeds problemen en Johnston passeerde hem op de weg, maar nog niet in tijd. Johnston moest ook zijn tankstop nog maken. Dat moest Ghersi echter ook nog een keer en na de vijfde ronde leidde Johnston voor Ghersi, Morgan, Colgan, Davison en Jones. In de zesde rond maakte Ghersi zijn pitstop, maar hij bleek daarna nog steeds twaalf seconden voorsprong op Johnston te hebben, maar Johnston zette alles op alles en won de race met 22 seconden voorsprong. Hij werd gefeliciteerd en omhelsd door Pietro Ghersi.
Na de race werd Pietro Ghersi echter gediskwalificeerd omdat hij een andere bougie had gebruikt dan vooraf was aangegeven. De teleurstelling was groot, temeer omdat het pas na de race gebeurde, terwijl het feit al veel eerder bekend was.
| Pos | Coureur        | Merk              | Tijd      | Snelheid   |
| --- | -------------- | ----------------- | --------- | ---------- |
| 1   | Paddy Johnston | Cotton-Blackburne | 4:23"16'0 | 60,204 mph |
| 2   | F. Morgan      | Cotton-Blackburne | 4:47"30'0 | 55,129 mph |
| 3   | W. Colgan      | Cotton-Blackburne | 4:56"05'0 | 53,532 mph |
| 4   | S. Jones       | New Imperial      | 4:58"47'0 | 53,049 mph |
| 5   | W. Bicknell    | Royal Enfield     | 5:27"00'0 | 48,471 mph |
| 6   | E. Archibald   | OK Supreme        | 5:33"06'0 |            |
| 7   | Syd Gleave     | Diamond-JAP       | 5:36"59'0 |            |
| 8   | G. Shepherd    | New Imperial      | 5:51"30'0 |            |

| Coureur       | Merk                | Oorzaak         |
| ------------- | ------------------- | --------------- |
| Doug Prentice | New Imperial        | Val             |
| Geoff Davison | New Imperial        | Motor           |
| Syd Crabtree  | Crabtree-JAP        | Gebroken klep   |
| Wal Handley   | Rex-ACME-Blackburne | Gebroken klep   |
| Pietro Ghersi | Moto Guzzi          | Diskwalificatie |
| Jock Porter   | New Gerrard-JAP     | Stoterstang     |
| A. Edwards    | Levis               | Val             |
| P. Pike       | Levis               | Olielekkage     |

1907 · 1908 · 1909 · 1910 · 1911 · 1912 · 1913 · 1914 · Eerste Wereldoorlog · 1920 · 1921 · 1922 · 1923 · 1924 · 1925 · 1926 · 1927 · 1928 · 1929 · 1930 · 1931 · 1932 · 1933 · 1934 · 1935 · 1936 · 1937 · 1938 · 1939 · Tweede Wereldoorlog · 1947 · 1948 · 1949 · 1950 ·1951 · 1952 · 1953 · 1954 · 1955 · 1956 · 1957 · 1958 · 1959 · 1960 · 1961 · 1962 · 1963 · 1964 · 1965 · 1966 · 1967 · 1968 · 1969 · 1970 · 1971 · 1972 · 1973 · 1974 · 1975 · 1976 · 1977 · 1978 · 1979 · 1980 · 1981 · 1982 · 1983 · 1984 · 1985 · 1986 · 1987 · 1988 · 1989 · 1990 · 1991 · 1992 · 1993 · 1994 · 1995 · 1996 · 1997 · 1998 · 1999 · 2000 · 2002 · 2003 · 2004 · 2005 · 2006 · 2007 · 2008 · 2009 · 2010 · 2011 · 2012 · 2013 · 2014